# 戦災孤児
戦災孤児（せんさいこじ）とは、戦争の結果、保護者を失った子供（孤児）全般を指す「戦争孤児」のうち、特に軍の攻撃等により両親を失った者を指す。日本では、第二次世界大戦による本土の空襲や、第二次世界大戦の出征先で戦死によって、生じた子供を指すことが多い。

## 概説
1910年代後半、シベリア地方では第一次世界大戦と続くロシア革命の混乱により、ポーランドの戦災孤児が遠く母国から離れた地に取り残されることとなった。1920年9月、佛教系孤児院の福田会は戦災孤児100人を引き取り始めた（大半は、その後に帰国）。その後も孤児の引き受けは、福田会を含め他の孤児院でも行われるようになった。

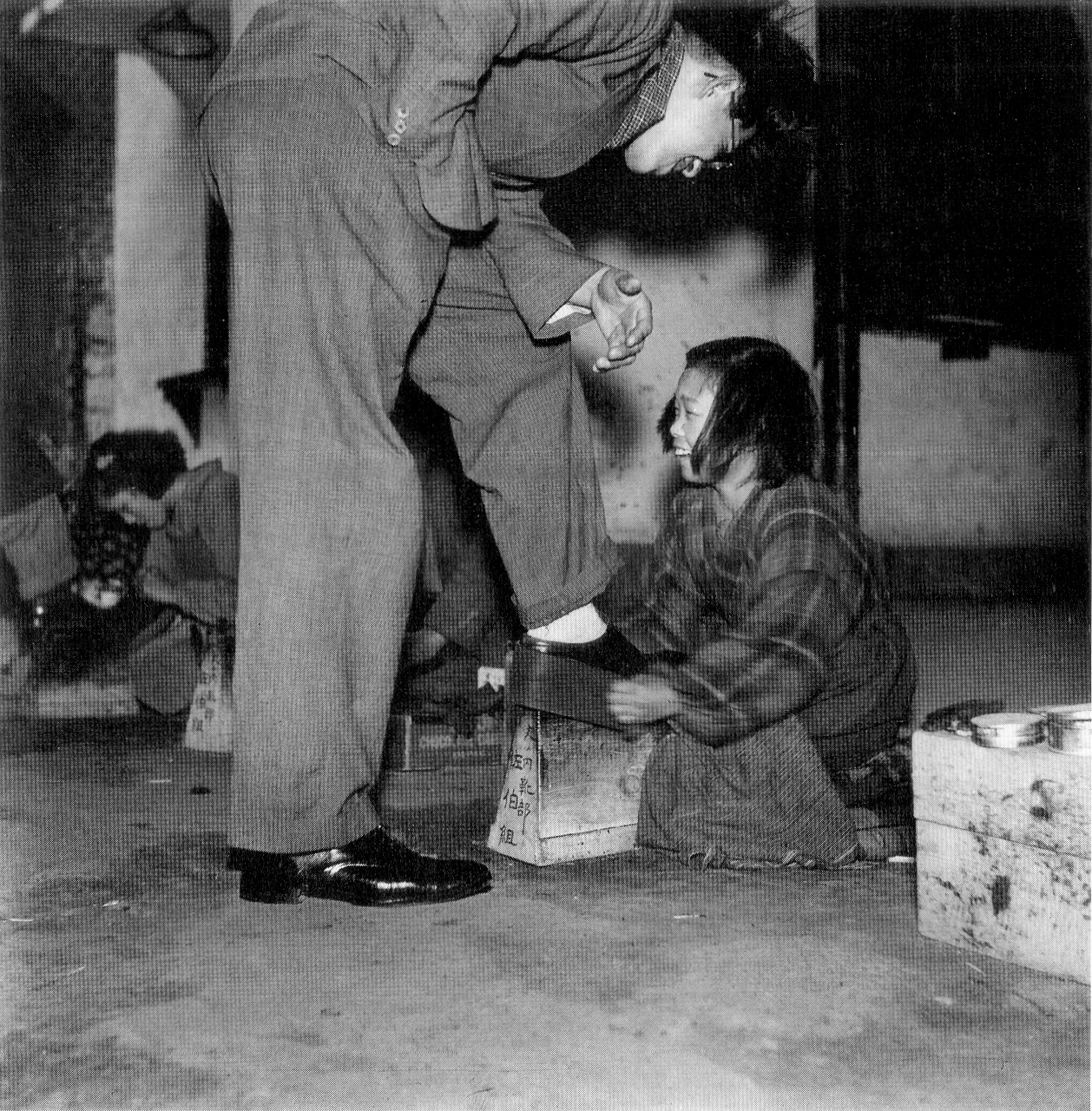
靴みがきをする女の子の戦災孤児 (有楽町・1947年〈昭和22年〉林忠彦撮影、東京都写真美術館蔵)

しかし、その後発生した第二次世界大戦では、日本が戦災孤児が発生する国にまわることとなった。1945年（昭和20年）に入り、日本本土への都市無差別爆撃が行われるようになり、両親・親戚などの保護者を失う子供が急増した。学童疎開中に、都市に住む家族が空襲で全滅して孤児になった子供も多い。同年8月15日の戦争終結後は、国外からの引き揚げた孤児らも含み社会問題化した。
厚生省児童局企画課による「全国孤児一斉調査結果（1948年2月1日現在）」によれば、孤児の総数は123,511人、そのうち戦災孤児は28,248人、植民地占領地引揚孤児は11,351人であった。ただしこの調査は沖縄県の統計が含まれておらず、幸地努によれば沖縄県の戦争孤児のピークは1,000人だった。
当時の責任省庁だった厚生省は1945年（昭和20年）9月20日に戦災孤児等保護対策要綱を発表する。この要綱は日本の敗戦直前の1945年6月28日に提出された「戦災遺児保護対策要綱案」を引き継いだものである。後者の要綱案の制定に際して、戦災孤児を「国児」と呼ぶこと、遺児保護機関の確立、国児訓の制定、国児登録の実施などが議論された。戦災孤児らの保護の方法として、
1. 個人家庭への保護委託
2. 養子縁組の斡旋
3. 集団保護の対策

をとることとしたが、終戦直後の混乱期のため、実効性に乏しく、戦災孤児らは未成年の兄弟だけで、あるいは同じ境遇の者と徒党を組んで生活せざるを得なかった。

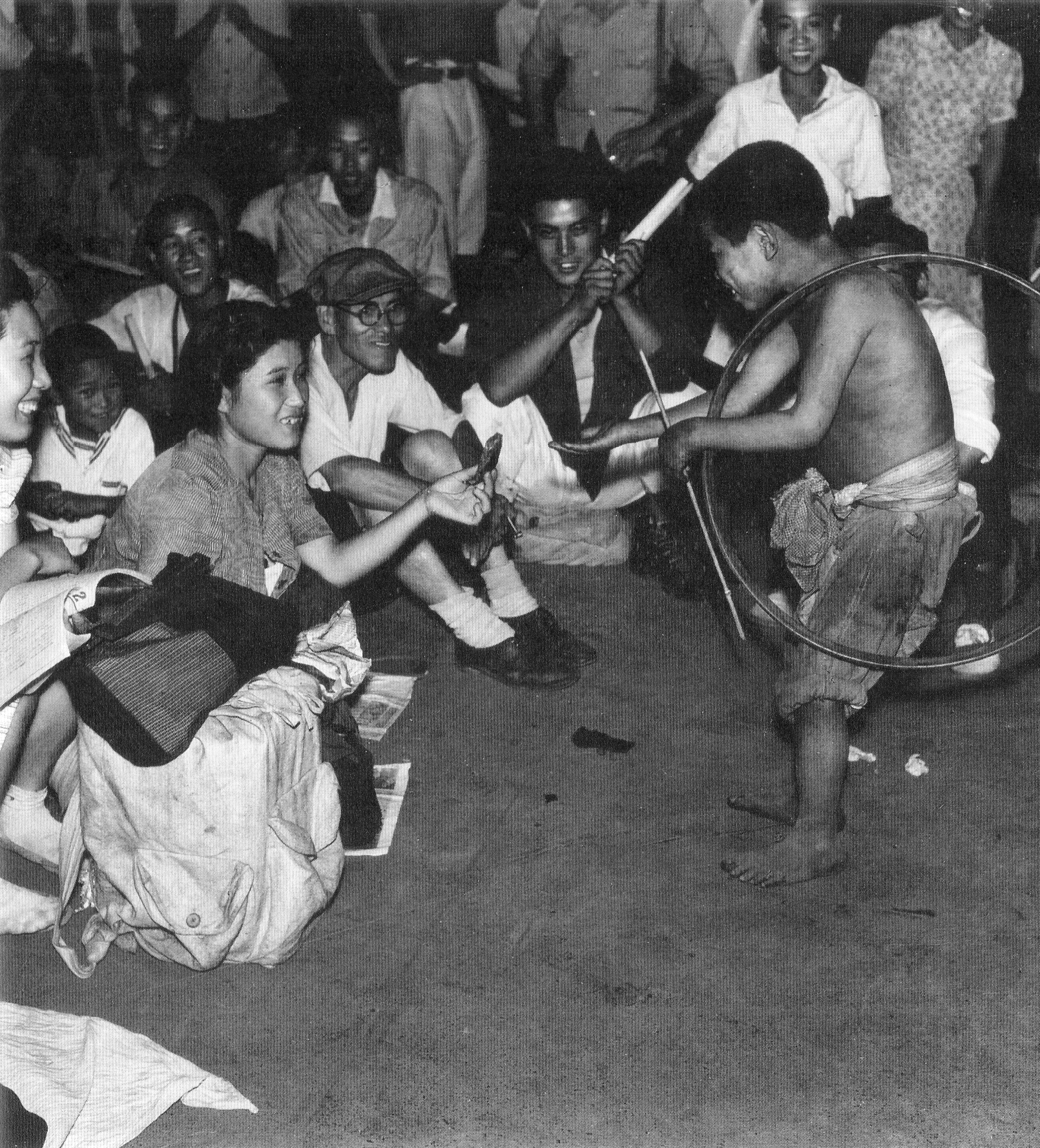
「リームを回して物乞いする孤児」(上野駅・1946年〈昭和21年〉、林忠彦撮影、東京都写真美術館蔵)

一般に、戦災孤児は靴磨きで働いていたというイメージが残っているが実態は異なる。これは、道具一式の準備に多額の費用がかかる他、靴墨代が高価だったためで、敗戦後から数年の間に靴磨きで生計を立てる戦災孤児は姿を消した。
多くの戦災孤児は、「貰い」（切符売り場などに立って釣銭をもらったり、待合室で弁当を食べている人から食べ物を貰う）で生きており、
その他、露店の手伝い、モク拾い（捨てられた煙草を集めて売る）、人夫仕事の手伝い、新聞売り、煙草巻き、焚火（暖をとるための焚火を起こして金をとってあたらせる）、外食券の転売、物あさり、紙屑拾い、切符売り、田舎廻り（都市周辺の農村を回って芋や米を貰い、それを都市部で転売する）、所場とりなどで生活した者もいる。置き引き、万引き、かっぱらい、すりなどの軽犯罪に手を染めたものも多かったと言われている。戦災孤児に手を差し伸べるものはほとんどなく、世間は戦災孤児を窃盗や恐喝をはたらく犯罪者だと見なした。戦災孤児の餓死者は多く、中には自殺の道を選んだものもいる。
世間から冷たくあしらわれたことは、戦災孤児の間での強い結束感を生んだ。このような集団では自然に「仁義」を貫くことが常識になり、やがて窃盗団を結成したり暴力団の下働きをする場合も少なくなかった。このことが後の戦災孤児の保護について治安対策の要素を帯びる要因となっている。
1945年12月15日に閣議決定された生活困窮者緊急生活援護要綱においては生活困窮者の中に戦災者が含まれていた。しかし、戦災者の中に戦災孤児は含まれなかったため、彼らは生活援護の非対象のまま放置された。続いて1946年4月15日に浮浪児その他の児童保護等の応急措置実施に関する件、9月19日に主要地方浮浪児等保護要綱が発表された。太平洋戦争中、戦災孤児や「国児」と呼ばれていたものが、これらの時点で浮浪児の用語に変わったように、ともかく保護施設への収容を目的とした政策だった。
浮浪児の数についてはいくつかの調査があるが、正確な数は把握できていない。
厚生省児童局養護課調「各種保護児童数調（1947年6月15日現在）」によれば、浮浪児は未収容者1,545人（男1,240人、女305人）、収容者4,080人（男3,135人、女945人）とされている。
一方、『日本社会事業年鑑 昭和22年版』によると、浮浪児は1946年7月末現在3,080人で、このうち施設に収容されていたのは1,514人だった。また、1946年8月末現在「親類縁故収容施設等に収容保護されて」いる戦争孤児は2,837人（乳幼児433人、学童2,404人）とされている。
「全国所在地別引揚戦災孤児収容施設数及収容中引揚戦災孤児数」によれば、1946年12月10日現在、268カ所の施設に7,615人 （男子3,127人、女子1,787人、男女不詳2,701人）の植民地占領地引揚孤児が収容されていたとの記録もある。

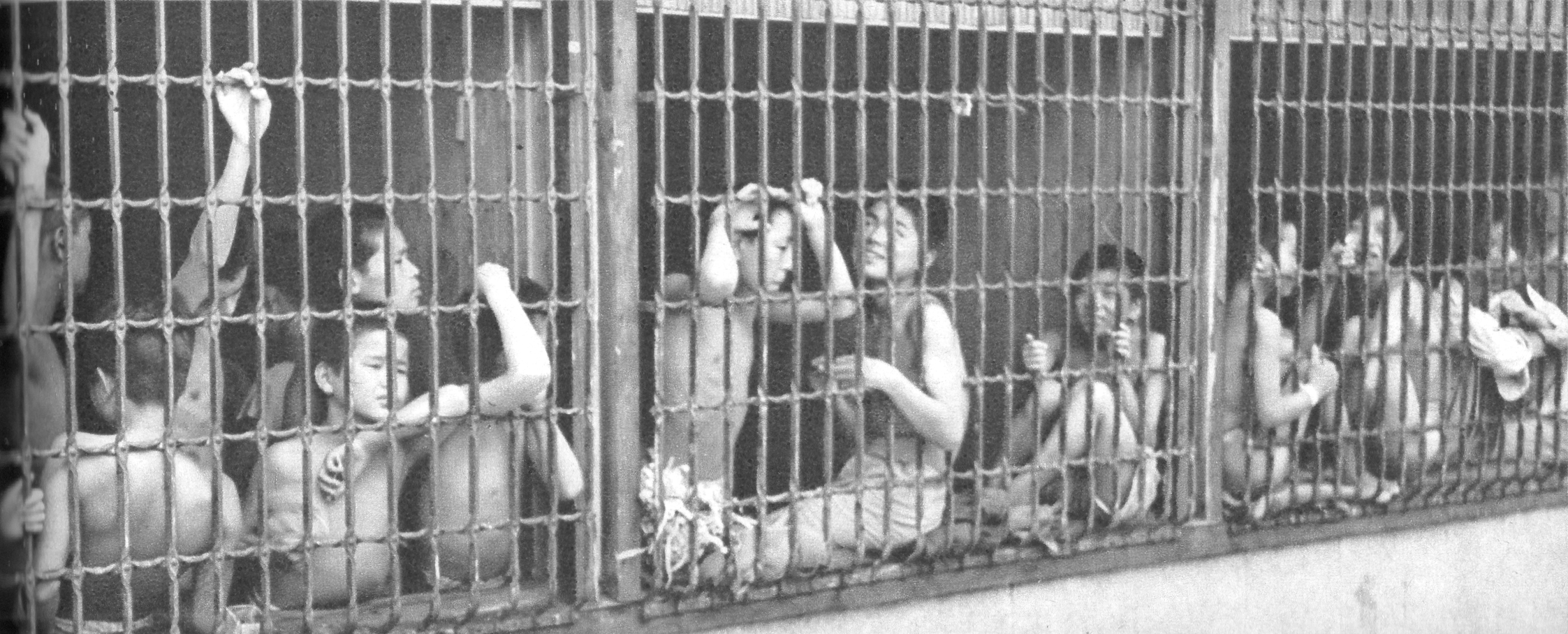
「狩込」によって強制収容された「浮浪児」(お台場の収容施設)

戦後の戦災孤児は、「国児」としての戦争被害者から一転して「浮浪」している反社会的存在と見られるようになり、取り締まりの対象になった。全国の自治体へは、警察と協力し「浮浪児」を発見、保護者に引き渡すか、児童保護施設へ収容することの徹底が指示された。このような「浮浪児」の発見・捜索と収容施設への強制収容を「児童狩込」「狩込」と当時呼んでいた。
「狩込」が実施されるようになった背景は、日本政府の主体的措置というよりも、むしろGHQ公衆衛生福祉局が厚生省や東京都・警視庁に対して、一週間以内に「ケアと保護を要する児童」を保護し、鑑別所と保護施設を作り、鑑別後に施設に送致するよう厳命したことがある。なお、GHQ民政局も公文書内で「狩込」という用語を用いている点は無視できない。
こうした状況について、1946年（昭和21年）10月にはGHQから戦災孤児、混血児問題などについて福祉的政策をとるようにとの指示が日本政府に下され、1947年（昭和22年）には厚生省内に児童局（児童家庭局、厚労省雇用均等・児童家庭局を経て現・子ども家庭局）が設置され、福祉の観点からの対策に取り組むこととなった。太平洋戦争による保護者不在の問題は、1960年代まで続いていた可能性がある。

## 駅の子

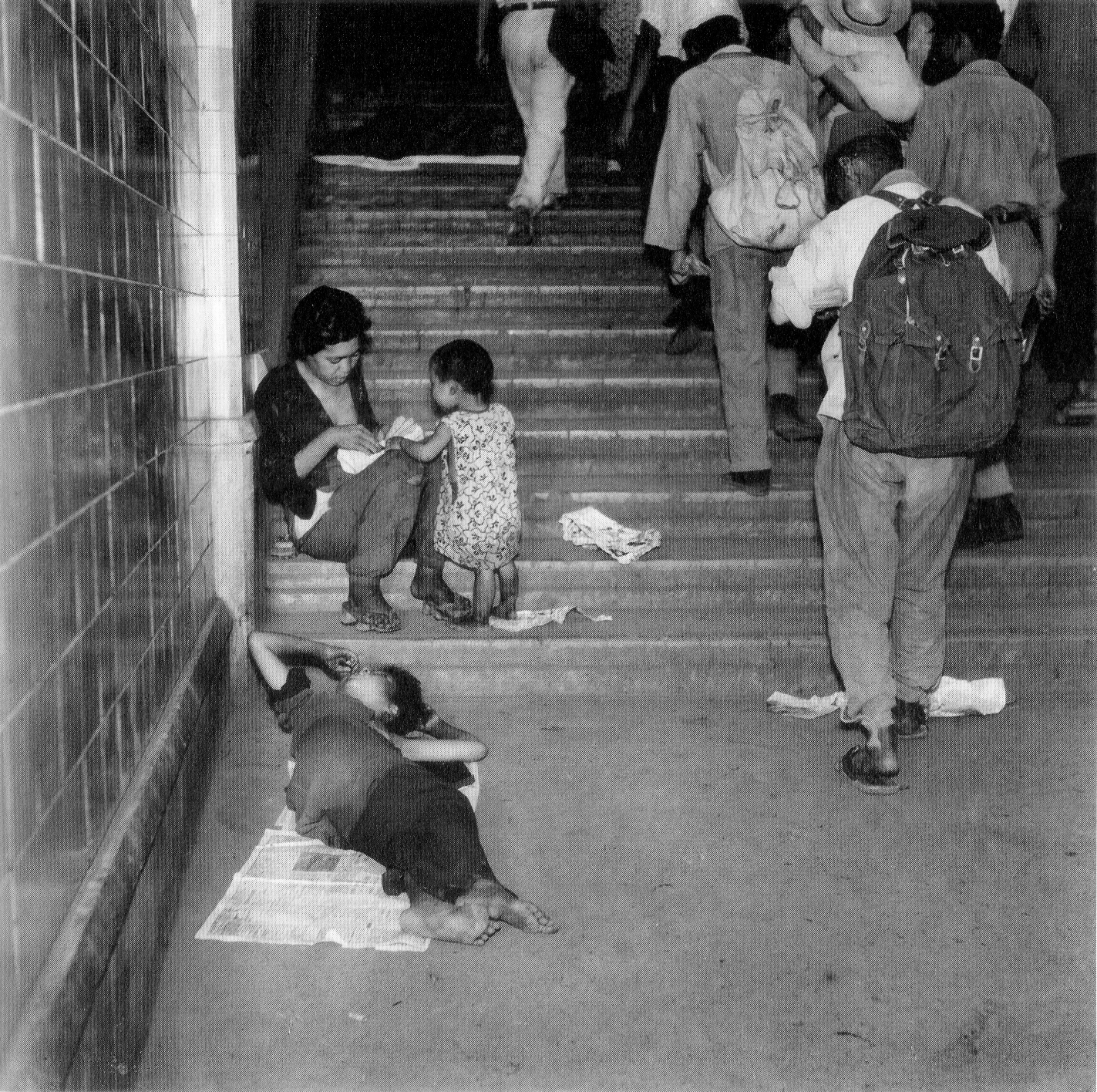
「上野駅」(1946年〈昭和21年〉、林忠彦撮影)

日本国内での戦災孤児の呼び方は時代とともに変わってきた。太平洋戦争中は、戦災孤児を指して「遺児」または「戦災遺児」と呼んでいた。
太平洋戦争もほとんど終盤の1945年 (昭和20年) に、政府が「国児」という呼び名へ変えようとしていたことはすでに述べた通りである。
戦後70年にあたる2015年 (平成年) 頃から一部のマスコミが戦災孤児を指して「駅の子」という呼び方を使うようになったが、そのような使用例は京都だけで、一般的な呼び名ではない。例えば、大阪では梅田駅周辺に戦災孤児が集まっていたが、大阪では戦災孤児は「駅前小僧」と呼ばれていた。
また、これらの使用例についても果たしてこれらの地域で一般的に使われていたのかも定かではない。そもそも、戦災孤児に関する研究は散発的で少なく、本格的に始まったのは2000年代後半からである上に、
かつての戦災孤児の口は重く、証言の数も限られているためである。当時の一般的な呼び方は「浮浪児」である。
2018年にNHKが、NHKスペシャル「駅の子の闘いー語り始めた戦争孤児ー」 (2018年8月放送) のタイトルとして使用したため、「駅の子」という呼び方が全国的に知られるようになった。この番組で「駅の子」と呼び方を使ったのは、それ以前に本庄豊がその名前を使った著作を出していたからだが、本庄は、その呼び方が一般的だからという理由からではなく、一種のプロパガンダ目的で使用していたものである。

## 原爆孤児
原爆で両親を失った子供は、原爆孤児と呼ばれる。総数は2,000人とも6,500人ともされる。原爆孤児を収容する施設として広島周辺で孤児収容所が5か所設置された。
昭和24年8月、アメリカの週刊誌『土曜文学評論』の主筆としてノーマン・カズンズが、広島戦災児育成所を訪ね原爆孤児の様子などを記録し、土曜文学評論にてルポルタージュ『4年後のヒロシマ(原題：Hiroshima-Four Years Later)』を発表し、精神養子運動（moral adoptions project、1949-1959）として養育費や手紙などを送るよう支援を求めた。
原爆孤児について調査していた社会学者の児玉克哉は、精神養子運動を「戦後最も早く、精神的並びに経済的な愛護の手をさしのべる動き」と評している。精神養子運動という言葉で支援せざる得なかったのは、1965年に改正移民法に置き換わるまで、アメリカの移民法である1924年移民法によって、アメリカ人が日本人を養子として迎えることができなかったためである。

## ギャラリー

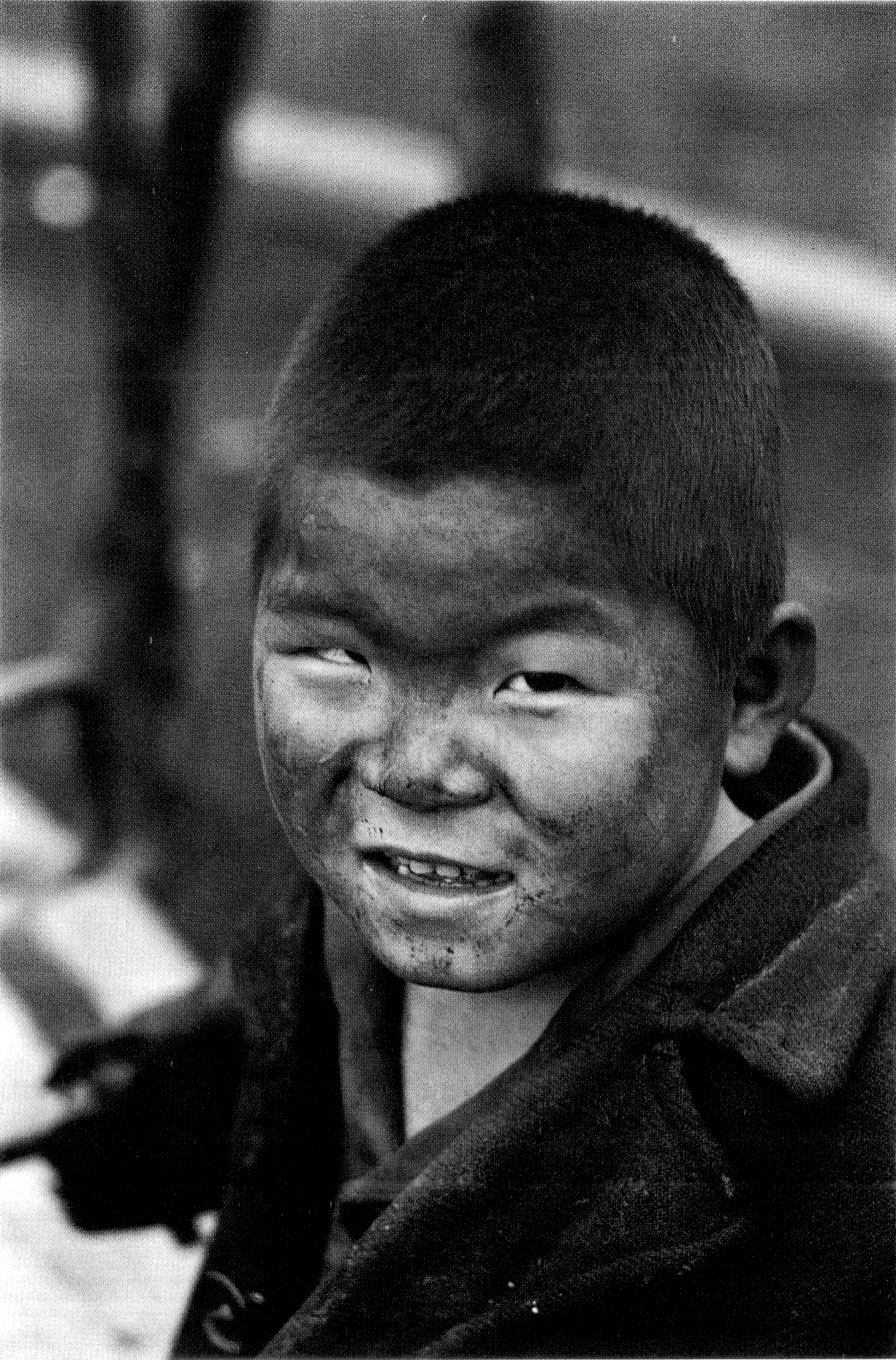
「上野公園の戦災孤児」(1952年、上野公園、田沼武能撮影)
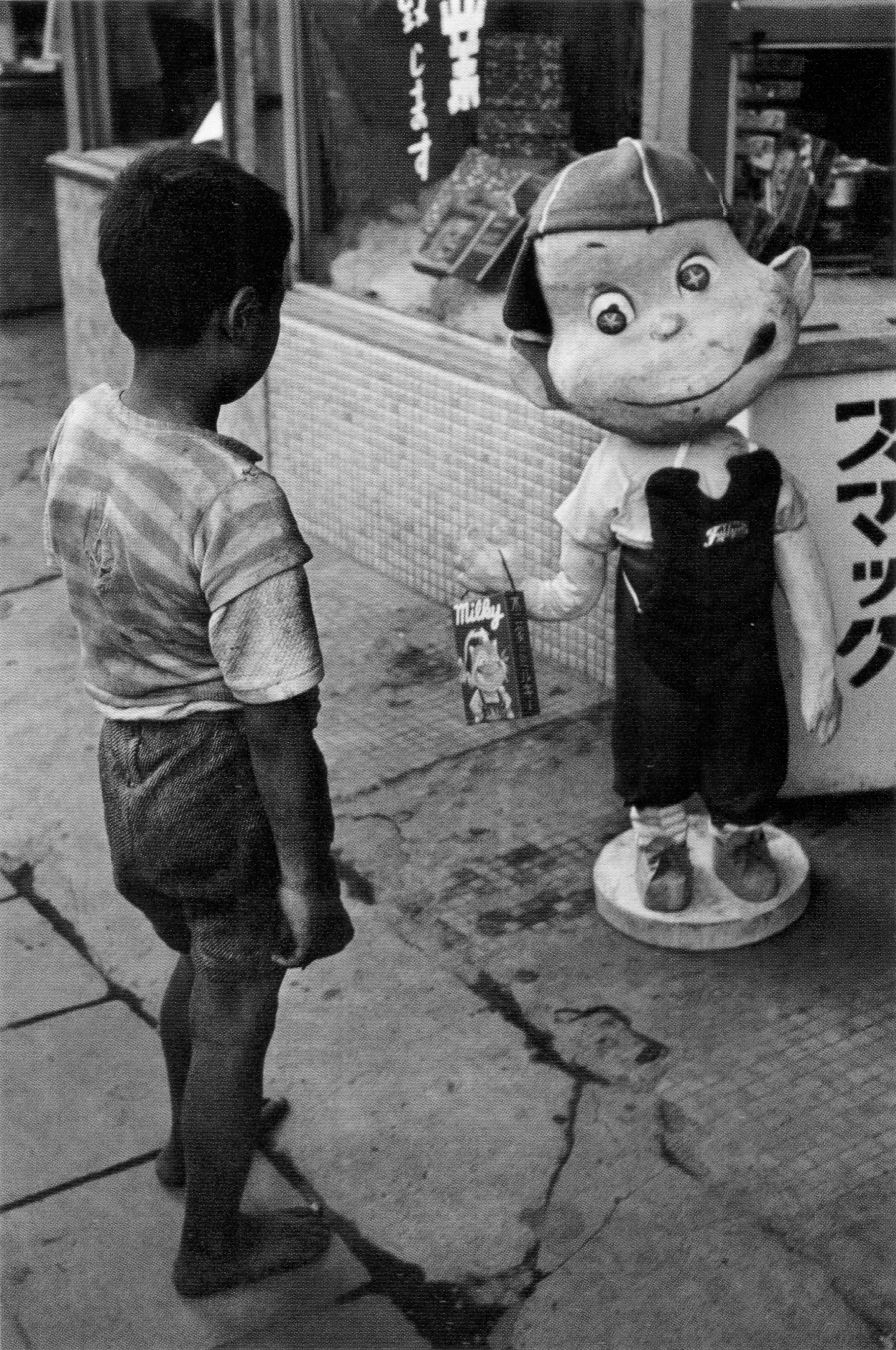
ペコちゃん人形とペコちゃんの持っているミルキーを狙う戦災孤児 (1950年、銀座、田沼武能撮影)
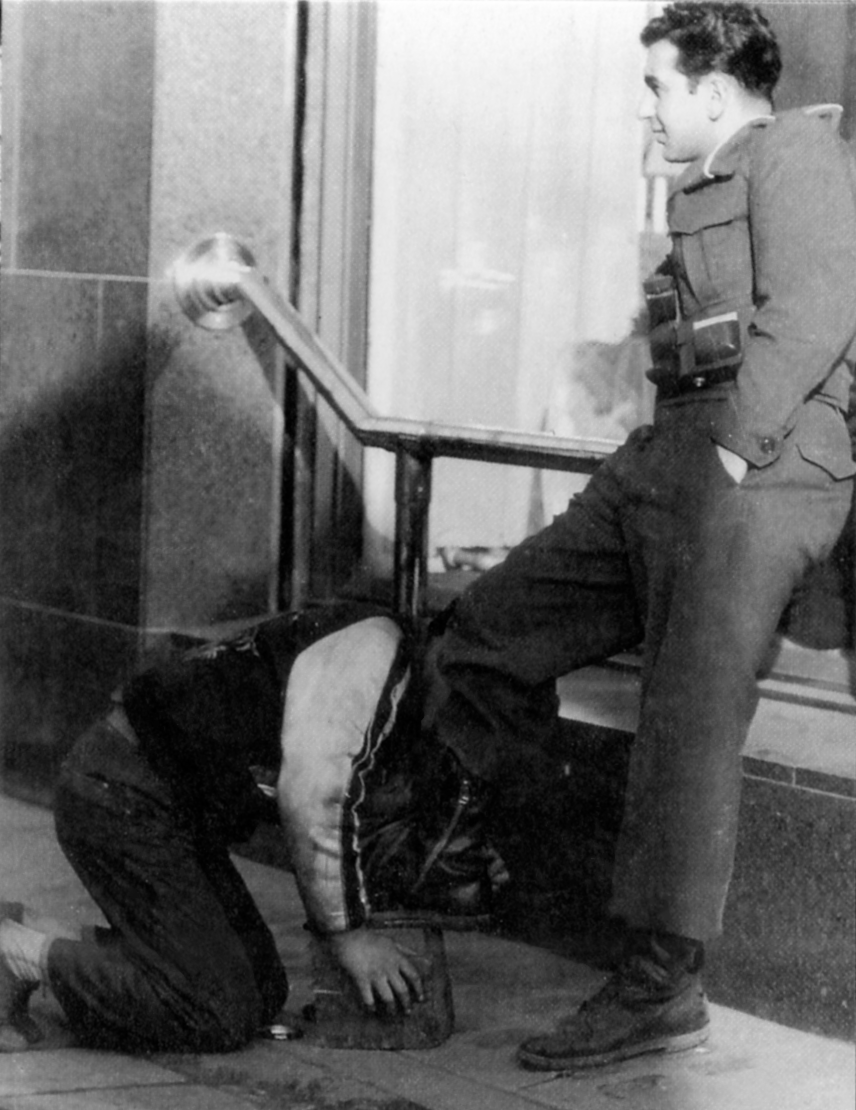
「靴磨き」(1954年、京都、土門拳撮影)
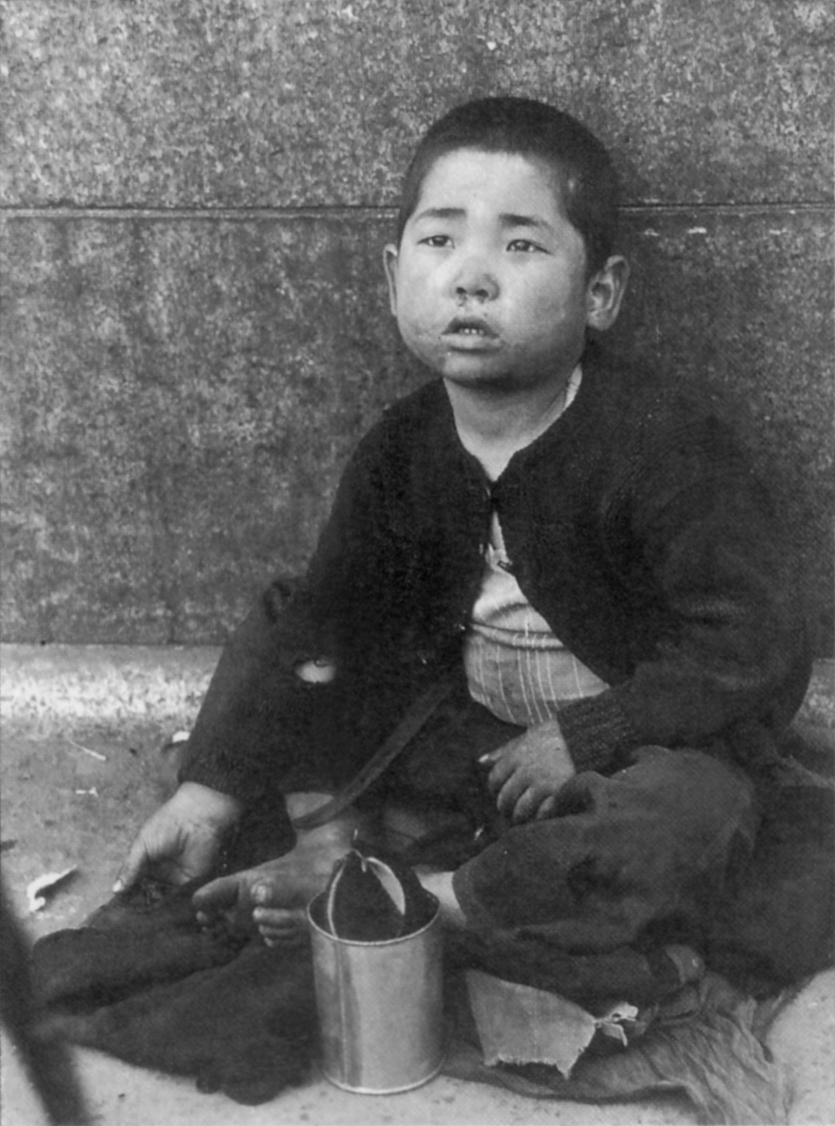
題名不詳 (1950-1955年、銀座または新橋、土門拳撮影)
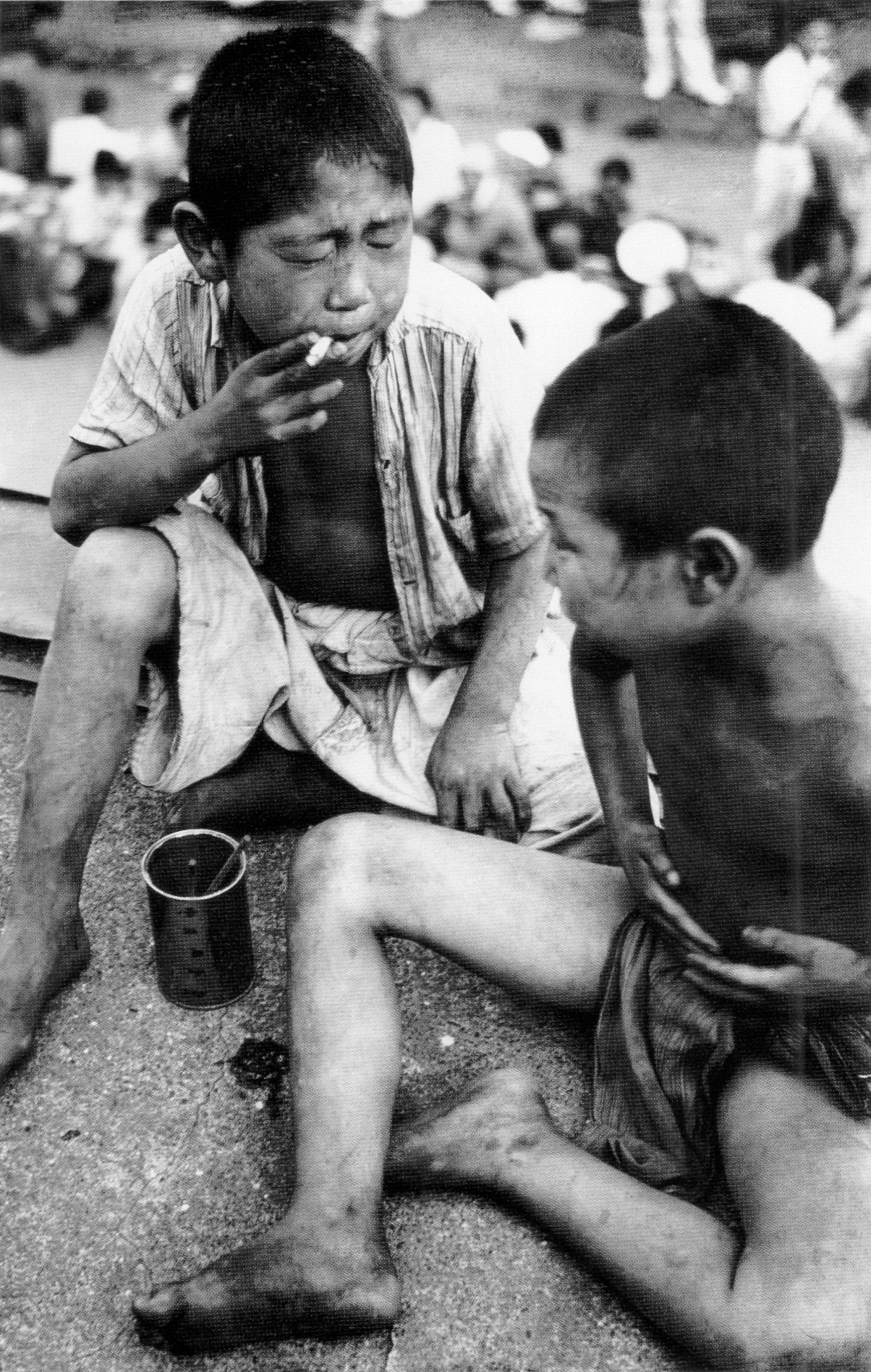
「煙草をくゆらす戦災孤児」(1946年、上野、林忠彦撮影)

## 関連項目

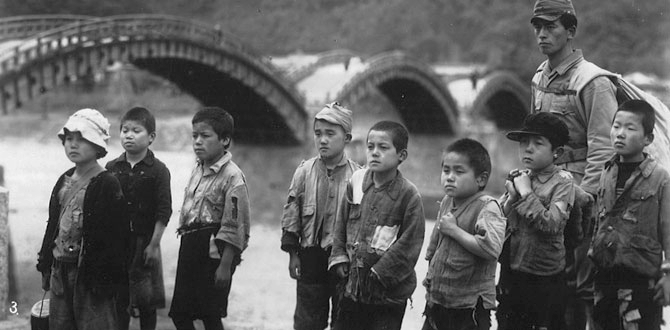
復員兵と戦災孤児たちとの絆を描いた映画「蜂の巣の子供たち」（1948年（昭和23年））の一場面

## 著名人
- 中根喜三郎・海老名香葉子兄妹
- 高木敏子
- サヘル・ローズ
- 漆原智良